# الهيئة السعودية للملكية الفكرية
الهيئة السعودية للملكية الفكرية هيئة سعودية لحماية وتنظيم مجالات الملكية الفكرية تأسست عام 2017م، مقرها الرئيسي العاصمة الرياض، ترتبط تنظيميا برئيس مجلس الوزراء، وهي إحدى مبادرات وزارة التجارة ضمن برنامج التحول الوطني. يترأس مجلس إدارة الهيئة السعودية للملكية الفكرية الشيهانة العزاز، ويضم عضوية ممثلي كل من وزارة التعليم، ووزارة المالية، ووزارة الاقتصاد والتخطيط، ووزارة الخارجية، ووزارة الثقافة والإعلام، ووزارة الاتصالات وتقنية المعلومات (السعودية)، والهيئة العامة للغذاء والدواء، ومدينة الملك عبد العزيز للعلوم والتقنية، و هيئة الزكاة والضريبة والجمارك، بالإضافة إلى عضوية ممثلين عن القطاع الخاص.

## المهام
- تسجيل حقوق الملكية الفكرية، ومنحها وثائق الحماية وإنفاذها.
- توفير المعلومات المتعلقة بحقوق الملكية الفكرية، وإتاحتها للجمهور.
- التوعية بأهمية الملكية الفكرية وحماية حقوقها.
- تمثيل المملكة في المنظمات الدولية والإقليمية ذات العلاقة بحقوق الملكية الفكرية، والدفاع عن مصالحها.
- إبداء الرأي في شأن الاتفاقيات الدولية المتعلقة بحقوق الملكية الفكرية.
- متابعة تنفيذ الالتزامات المترتبة على انضمام المملكة إلى الاتفاقيات الدولية المتعلقة بالملكية الفكرية.
- إنشاء قواعد للمعلومات في مجال عمل الهيئة، وتبادل المعلومات مع الجهات المحلية والإقليمية والعالمية.
- الترخيص للأنشطة ذات العلاقة بمجال عمل الهيئة.

## المنظمة العالمية للملكية الفكرية
في عام 2021م شاركت المملكة ممثلة بالهيئة السعودية للملكية الفكرية في اجتماع الجمعية العمومية " 62 " للمنظمة العالمية للملكية الفكرية " WIPO "، المنعقدة في مقرها بمدينة جنيف السويسرية.
وبُيّن أن الهيئة تعمل مع وزارة التعليم على إدراج الملكية الفكرية في المناهج التعليمية، حيث استضافت برنامج مدرسة "WIPO" الصيفية بالشراكة مع جامعة الملك عبدالله للعلوم والتقنية، بحضور 55 مشاركاً من 9 دول، وذلك في إطار الجهود لنشر المعرفة وبناء القدرات في مجال الملكية الفكرية.
تعمل الهيئة على تعزيز احترام حقوق الملكية الفكرية من خلال إطلاق مبادرة «مسؤول احترام الملكية الفكرية»، التي تهدف إلى رفع مستوى الإمتثال بأنظمة وقوانين الملكية الفكرية بالقطاع العام، وقد أُهل مسؤولون من 76 جهة حكومية.
في عام 2023، أعلنت المنظمة العالمية للملكية الفكرية، اعتماد تعيين الهيئة السعودية للملكية الفكرية هيئة للبحث والفحص التمهيدي الدولي، في إطار معاهدة التعاون بشأن براءات الاختراع (PCT/ISA/IPEA)، لتصبح بذلك ثاني مكتب بحث وفحص دولي يدعم اللغة العربية.

## مجلس الإدارة
- الشيهانة العزاز، رئيس المجلس.[8]
- عبد العزيز بن محمد السويلم، الرئيس التنفيذي للهيئة، عضوا.
- أسامة بن عبد العزيز الزامل، عضوا.
- هيثم بن عبد الرحمن العوهلي، عضوا.
- حامد بن محمد فايز، عضوا.
- ديمة بنت يحيى اليحيى، عضوا.
- عبد الرحمن بن عبد الله السماري، عضوا.[9]

## الفعاليات والحملات
- بمناسبة اليوم العالمي للملكية الفكرية 2024 أطلقت هيئة الملكية الفكرية حملتها التوعوية في 26 أبريل 2024 تحت شعار "أبدع لتدوم" والتي تشتمل العديد من الفعاليات والأنشطة بهدف تحفيز المبدعين والمبدعات لتحقيق أهداف التنمية المستدامة، من خلال تشجيع الأفكار الإبداعية للابتكارات في مجالات الطاقة المتجددة، والتقنية النظيفة وإدارة الموارد، وتشجيع الاستثمار في البحث والتطوير من أجل الحلول المستدامة، ودعم نمو التقنيات الخضراء والصناعات الإبداعية وفقاً لما صرح به المتحدث الرسمي للملكية الفكرية سالم المطيري.[10]

## وصلات خارجية
- لوائح وأنظمة الترتيبات التنظيمية للهيئة السعودية للملكية الفكرية